# Línea 36 (EMT Málaga)
La línea 36 de la EMT de Málaga es actualmente lo que se conoce como una línea capilar, ya que tiene una escasa afluencia de público. Por eso se opera exclusivamente con minibuses.
Cubre el recorrido entre Conde de Ureña y la Alameda de Colón, aunque también da servicio a la zona de Capuchinos y parte del Centro Histórico.

## Historia
La historia de esta línea está ligada a la de la extinta línea 5, que conectaba Conde de Ureña con la Estación de FFCC. En un primer momento la gran ventaja de la línea era dar servicio a calles por las que ningún otro autobús pasaba, como la calle Larios, la plaza Uncibay, o la plaza del Siglo.
El recorrido desde Conde de Ureña hasta la plaza de la Merced así como a la inversa ha permanecido inalterado. A partir de ahí se han incluido varios cambios en los últimos 10 años:
Hasta 2001: plaza de la Merced, calle Peña, calle Mariblanca, plaza del Teatro, plaza de Uncibay, Méndez Núñez, calle Granada, plaza del Siglo, Molina Lario. Desde ahí el recorrido actual. A la vuelta desde calle Córdoba, el recorrido era: Puerta del Mar, calle Martínez, calle Larios, plaza de la Constitución, calle Granada, calle Calderería, calle Casapalma, calle Álamos, plaza de la Merced.
Posteriormente el conjunto de Larios-plaza de la Constitución fue peatonalizado, así que la vuelta se desvió por Atarazanas y Carretería.
Cuando la peatonalización alcanzó la forma actual se dio además la desaparición de las líneas 5 y 13, por lo que la línea se desvió al actual recorrido, con una pequeña salvedad. Hasta octubre de 2010, la línea al final del Túnel de la Alcazabilla continuaba por Guillén Sotelo, plaza de la Aduana y Postigo de los Abades, parando en estas dos últimas calles. La peatonalización de la plaza de la Aduana ha forzado el desvío por el Parque, y una posterior remodelación en 2011 eliminó parte del recorrido por Capuchinos y añadió un servicio al barrio de Barcenillas.

## Características
El objetivo del actual recorrido está claro, y es el de cubrir los huecos que dejaron las líneas 5 y 13, por lo que su trazado coincide en su mayoría con el de las líneas extintas, aunque últimamente se ha empleado para dotar de servicio de autobús a barriadas que no lo tenían. Por tanto, únicamente comparte parada con las líneas 1, C1 y C2, sin contar por supuesto el recorrido común por Parque, Alameda y el Pasillo de Santa Isabel.

## Horario

### Laborables y Sábados
| 9  | 10 | 11 | 12 | 13 | 17 | 18 | 19 | 20 |
| 00 | 00 | 00 | 00 | 00 | 00 | 00 | 00 | 00 |

| 9  | 10 | 11 | 12 | 13 | 16 | 17 | 18 | 19 |
| 30 | 30 | 30 | 30 | 30 | 30 | 30 | 30 | 30 |

- Festivos sin servicio.

## Recorrido

### Ida
La línea parte del final de la calle Conde de Ureña, y baja por ella hasta la Plaza Francisco Sivela. Continúa por San Patricio hasta Cristo de la Epidemia, por la que baja hasta llegar a la Plaza de la Victoria. El recorrido sigue Victoria abajo hasta la Plaza de la Merced, por la que entra para alcanzar el Mercado de la Merced. Sigue por Frailes, Dos Aceras y calle Álamos para volver a la Plaza de la Merced. Desde aquí sigue el recorrido común por el Túnel de la Alcazabilla, Paseo del Parque y Alameda Principal, aunque al final toma el desvío de cambio de sentido para tomar la Alameda de Colón y finalizar su trayecto en la plaza del final.
| Parada                                | Código de Parada | Conexión EMT                                | Conexión otras redes |
| ------------------------------------- | ---------------- | ------------------------------------------- | -------------------- |
| Conde Ureña                           | 3651             | 36                                          |                      |
| Conde Ureña                           | 3652             | 36                                          |                      |
| Conde Ureña                           | 3653             | 36                                          |                      |
| Plaza Francisco Sivela                | 3654             | 36                                          |                      |
| San Patricio                          | 3655             | 36                                          |                      |
| Plaza de la Victoria                  | 161              | 1, 36, 37, C1                               |                      |
| Victoria                              | 162              | 1, 36, 37, C1                               |                      |
| Plaza de la Merced                    | 170              | 1, 36, 37, C1                               |                      |
| Frailes                               | 553              | PARADA ANULADA POR OBRAS DESDE EL 4/9/12 36 |                      |
| Dos Aceras                            | 1357             | PARADA ANULADA POR OBRAS DESDE EL 4/9/12 36 |                      |
| Álamos                                | 505              | PARADA ANULADA POR OBRAS DESDE EL 4/9/12 36 |                      |
| Paseo del Parque - Ayuntamiento       | 163              | 1, 14, 36, 37, C1                           |                      |
| Paseo del Parque                      | 164              | 1, 4, 14, 25, 36, 37                        |                      |
| Paseo del Parque - Plaza de la Marina | 1803             | 1, 4, 14, 25, 36, 37                        |                      |
| Alameda Principal Norte               | 601              | 17, 36, C1                                  |                      |
| Alameda de Colón                      | 3661             | 36                                          |                      |
| Alameda de Colón                      | 3601             | 36                                          |                      |

### Vuelta
A la vuelta la línea gira a la izquierda por la Avenida Manuel Agustín Heredia para, por la rotonda, llegar a calle Córdoba. Atraviesa la Alameda para llegar a Atarazanas, continuando por la Plaza de Arriola y el Pasillo Santa Isabel. A continuación llegan Carretería, Álamos y la Plaza de la Merced. Para poder subir por la calle Victoria la línea cruza el Túnel de la Alcazabilla para dar la vuelta en la Plaza General Torrijos y volver a cruzarlo, debido a la prohibición del simple giro. A su final, se desvía a calle Ferrándiz, para girar a la derecha en Barcenillas y dar una vuelta por Pinosol. Una vez finalizada, vuelve a bajar por Barcenillas y sube por Hurtado de Mendoza y Conde de Ureña hasta la cabecera.
| Parada                   | Código de Parada | Conexión EMT        | Conexión otras redes |
| ------------------------ | ---------------- | ------------------- | -------------------- |
| Alameda de Colón         | 3601             | 36                  |                      |
| Córdoba                  | 3602             | 36                  |                      |
| Plaza de Arriola         | 502              | 36                  |                      |
| Pasillo de Santa Isabel  | 202              | 2, 17,26,30, 36, 61 |                      |
| Carretería - Plaza Nueva | 503              | 36                  |                      |
| Carretería               | 504              | 36                  |                      |
| Carretería - Álamos      | 505              | 36                  |                      |
| Victoria                 | 103              | 1,36, 37, C2, N2    |                      |
| Ferrándiz                | 509              | 36                  |                      |
| Barcenillas              | 3615             | 36                  |                      |
| Pinos                    | 3616             | 36                  |                      |
| Pinosol                  | 3617             | 36                  |                      |
| Pinosol                  | 3618             | 36                  |                      |
| Barcenillas              | 3619             | 36                  |                      |
| Hurtado de Mendoza       | 3607             | 36                  |                      |
| Plaza Francisco Sivela   | 3608             | 36                  |                      |
| Conde Ureña              | 3609             | 36                  |                      |
| Conde Ureña              | 3610             | 36                  |                      |
| Conde Ureña              | 3651             | 36                  |                      |